# Dislocation mystérieuses
Dislocation mystérieuses è un cortometraggio del 1901 diretto da Georges Méliès.

## Trama
Pierrot invece di spostarsi invia gli arti e la testa per prendere gli oggetti di cui ha bisogno. Poi le braccia, le gambe, il tronco e la testa conducono ciascuno la propria danza prima che Pierrot si ricomponga e saluti.